# 拉沙佩勒 (塞纳省)
拉沙佩勒（法語：La Chapelle，法語發音：[la ʃapɛl] ⓘ）是法国原塞纳省的一个旧市镇，是今巴黎同名街区拉沙佩勒的前身。1859年，《巴黎边界扩大法令》颁布，市镇拉沙佩勒被撤销，其南部大部分领土划入巴黎，成为巴黎十八区的一部分，北部划入圣旺、圣但尼和欧贝维利耶，次年生效。

## 地理
拉沙佩勒（48°53'36"N, 2°21'49"E）位于今法国法蘭西島大區巴黎市第十八区及塞纳-圣但尼省圣旺、圣但尼和欧贝维利耶，原属于塞纳省。
与拉沙佩勒接壤的市镇（或旧市镇、城区）包括：塞纳河畔圣旺、聖但尼、欧贝维利耶、拉维莱特、原巴黎第三区、原巴黎第五区、巴黎。
拉沙佩勒的时区为UTC+01:00、UTC+02:00（夏令时）。

## 人口
拉沙佩勒于1856年时的人口数量为33355人。